# Billie Nelson
Billie Nelson (Doncaster, 2 novembre 1941 – Fiume, 9 settembre 1974) è stato un pilota motociclistico britannico.

## Carriera
È stato un pilota eclettico che si è dedicato sia alle corse in singolo in varie cilindrate, sia alle corse dedicate ai sidecar come passeggero di vari altri piloti.
Le sue prime presenze nelle classifiche del motomondiale sono state appunto in quelle destinate alle motocarrozzette in coppia con il pilota britannico Charlie Freeman nelle edizioni del Tourist Trophy del 1960 e del 1961.
Dopo aver partecipato ad alcune edizioni del Tourist Trophy senza risultati di particolare rilievo, il suo primo piazzamento a punti nelle gare in singolo risale al motomondiale 1965 quando nel GP di Germania ha ottenuto il sesto posto in classe 500 in sella a una Norton.
Ha poi gareggiato in varie classi raggiungendo il suo miglior risultato nel motomondiale 1969 in classe 500 con tre secondi posti nei singoli gran premi e il quarto posto finale alla guida di una Paton. Nondimeno ha continuato anche a fare occasionalmente il passeggero di sidecar, con Helmut Fath e Georg Auerbacher; proprio con quest'ultimo è salito sul gradino più alto del podio nel Gran Premio motociclistico delle Nazioni 1967.
Durante la gara della classe 250 del Gran Premio motociclistico di Jugoslavia 1974 è uscito di pista travolgendo anche vari spettatori; è deceduto il giorno successivo in ospedale a causa dei gravi traumi subiti.

## Risultati nel motomondiale (in singolo)

### Classe 250
| 1969 | Classe | Moto   |   |   |   |     |   |   |   |   |   |   |   |   |  | Punti | Pos. |
| ---- | ------ | ------ | - | - | - | --- | - | - | - | - | - | - | - | - |  | ----- | ---- |
| 1969 | 250    | Yamaha | - | 9 | - | Rit | - | - | - | - | - | - | - | - |  | 2     | 45º  |

| 1971 | Classe | Moto   |   |   |  |   |    |   |   |   |   |   |    |   |  | Punti | Pos. |
| ---- | ------ | ------ | - | - |  | - | -- | - | - | - | - | - | -- | - |  | ----- | ---- |
| 1971 | 250    | Yamaha | - | - |  | - | 13 | - | - | 6 | 9 | - | 21 | - |  | 7     | 26º  |

| 1974 | Classe | Moto   |    |  |    |  |  |  |    |  |  |  |     |  |  | Punti | Pos. |
| ---- | ------ | ------ | -- |  | -- |  |  |  | -- |  |  |  | --- |  |  | ----- | ---- |
| 1974 | 250    | Yamaha | NE |  | NE |  |  |  | 18 |  |  |  | Rit |  |  | 0     |      |

| Legenda | 1º posto        | 2º posto            | 3º posto            | A punti      | Senza punti        | Grassetto – Pole position Corsivo – Giro più veloce |
| Legenda | Gara non valida | Non qual./Non part. | Ritirato/Non class. | Squalificato | '-' Dato non disp. | Grassetto – Pole position Corsivo – Giro più veloce |

### Classe 350
| 1968 | Classe | Moto   |   |    |     |   |    |   |   |    |   |   |  |  |  | Punti | Pos. |
| ---- | ------ | ------ | - | -- | --- | - | -- | - | - | -- | - | - |  |  |  | ----- | ---- |
| 1968 | 350    | Norton | - | NE | Rit | - | NE | 6 | 6 | NE | 6 | - |  |  |  | 3     | 13º  |

| 1969 | Classe | Moto      |   |   |    |  |    |    |   |   |   |   |   |   |  | Punti | Pos. |
| ---- | ------ | --------- | - | - | -- |  | -- | -- | - | - | - | - | - | - |  | ----- | ---- |
| 1969 | 350    | Aermacchi | - | - | NE |  | 12 | NE | 8 | - | - | - | - | - |  | 3     | 33º  |

| 1970 | Classe | Moto   |   |    |   |   |   |    |   |   |   |   |   |   |  | Punti | Pos. |
| ---- | ------ | ------ | - | -- | - | - | - | -- | - | - | - | - | - | - |  | ----- | ---- |
| 1970 | 350    | Yamaha | 9 | NE | - | - | 9 | NE | 4 | - | 7 | - | - | - |  | 16    | 14º  |

| 1971 | Classe | Moto   |   |   |  |   |    |    |   |     |   |   |    |   |  | Punti | Pos. |
| ---- | ------ | ------ | - | - |  | - | -- | -- | - | --- | - | - | -- | - |  | ----- | ---- |
| 1971 | 350    | Yamaha | 8 | 7 |  | 7 | NE | NP | - | Rit | 3 | - | 13 | - |  | 21    | 11º  |

| 1972 | Classe | Moto   |   |   |   |   |  |   |    |    |   |    |   |   |   | Punti | Pos. |
| ---- | ------ | ------ | - | - | - | - |  | - | -- | -- | - | -- | - | - | - | ----- | ---- |
| 1972 | 350    | Yamaha | - | - | - | - |  | 8 | 12 | NE | - | 10 | - | - | 6 | 9     | 19º  |

| 1973 | Classe | Moto   |    |   |   |   |  |   |   |    |   |   |   |   |  | Punti | Pos. |
| ---- | ------ | ------ | -- | - | - | - |  | - | - | -- | - | - | - | - |  | ----- | ---- |
| 1973 | 350    | Yamaha | 27 | 4 | 4 | - |  | - | 8 | NE | - | 7 | 8 | 2 |  | 38    | 5º   |

| 1974 | Classe | Moto   |   |   |   |    |   |   |    |   |     |    |  |  |  | Punti | Pos. |
| ---- | ------ | ------ | - | - | - | -- | - | - | -- | - | --- | -- |  |  |  | ----- | ---- |
| 1974 | 350    | Yamaha | 9 | - | 7 | 11 | 5 | 4 | NE | 9 | Rit | NE |  |  |  | 22    | 10º  |

| Legenda | 1º posto        | 2º posto            | 3º posto            | A punti      | Senza punti        | Grassetto – Pole position Corsivo – Giro più veloce |
| Legenda | Gara non valida | Non qual./Non part. | Ritirato/Non class. | Squalificato | '-' Dato non disp. | Grassetto – Pole position Corsivo – Giro più veloce |

### Classe 500
| 1965 | Classe | Moto   |  |   |    |    |    |     |  |  |  |  |  |  |    | Punti | Pos. |
| ---- | ------ | ------ |  | - | -- | -- | -- | --- |  |  |  |  |  |  | -- | ----- | ---- |
| 1965 | 500    | Norton |  | 6 | NE | NE | 12 | Rit |  |  |  |  |  |  | NE | 1     | 25º  |

| 1966 | Classe | Moto   |    |   |    |     |  |   |   |    |  |     |  |    |  | Punti | Pos. |
| ---- | ------ | ------ | -- | - | -- | --- |  | - | - | -- |  | --- |  | -- |  | ----- | ---- |
| 1966 | 500    | Norton | NE | 9 | NE | Rit |  | 9 | 8 | 12 |  | Rit |  | NE |  | 0     |      |

| 1967 | Classe | Moto   |    |   |    |  |   |    |   |   |   |  |     |  |    | Punti | Pos. |
| ---- | ------ | ------ | -- | - | -- |  | - | -- | - | - | - |  | --- |  | -- | ----- | ---- |
| 1967 | 500    | Norton | NE | 5 | NE |  | 9 | 11 | 7 | 8 | 3 |  | Rit |  | NE | 6     | 9º   |

| 1968 | Classe | Moto  |     |  |   |     |     |   |   |   |     |     |  |  |  | Punti | Pos. |
| ---- | ------ | ----- | --- |  | - | --- | --- | - | - | - | --- | --- |  |  |  | ----- | ---- |
| 1968 | 500    | Paton | Rit |  | 7 | Rit | Rit | 5 | 4 | 7 | Rit | Rit |  |  |  | 5     | 15º  |

| 1969 | Classe | Moto  |  |     |   |  |   |     |   |   |   |  |     |  |  | Punti | Pos. |
| ---- | ------ | ----- |  | --- | - |  | - | --- | - | - | - |  | --- |  |  | ----- | ---- |
| 1969 | 500    | Paton |  | Rit | 2 |  | 9 | Rit | 2 | 7 | 2 |  | Rit |  |  | 42    | 4º   |

| 1970 | Classe | Moto  |   |     |  |  |     |     |   |    |     |     |     |  |  | Punti | Pos. |
| ---- | ------ | ----- | - | --- |  |  | --- | --- | - | -- | --- | --- | --- |  |  | ----- | ---- |
| 1970 | 500    | Paton | 9 | Rit |  |  | Rit | Rit | 6 | NE | Rit | Rit | Rit |  |  | 7     | 25º  |

| 1971 | Classe | Moto  |   |  |  |   |    |  |    |  |  |  |  |  |  | Punti | Pos. |
| ---- | ------ | ----- | - |  |  | - | -- |  | -- |  |  |  |  |  |  | ----- | ---- |
| 1971 | 500    | Paton | 6 |  |  | 6 | 10 |  | NE |  |  |  |  |  |  | 11    | 16º  |

| 1972 | Classe | Moto   |   |   |  |     |  |     |   |   |  |   |   |   |   | Punti   | Pos. |
| ---- | ------ | ------ | - | - |  | --- |  | --- | - | - |  | - | - | - | - | ------- | ---- |
| 1972 | 500    | Yamaha | 8 | 7 |  | Rit |  | Rit | 9 | 8 |  | 5 | 9 | 4 | 6 | 31 (33) | 8º   |

| 1973 | Classe | Moto   |   |   |   |    |  |     |   |    |     |   |    |     |  | Punti   | Pos. |
| ---- | ------ | ------ | - | - | - | -- |  | --- | - | -- | --- | - | -- | --- |  | ------- | ---- |
| 1973 | 500    | Yamaha | 9 | 8 | 5 | AN |  | Rit | 8 | 10 | Rit | 7 | 10 | Rit |  | 19 (20) | 9º   |

| 1974 | Classe | Moto        |   |  |   |   |   |     |    |   |     |    |    |    |  | Punti | Pos. |
| ---- | ------ | ----------- | - |  | - | - | - | --- | -- | - | --- | -- | -- | -- |  | ----- | ---- |
| 1974 | 500    | Yamaha/Fath | 6 |  | 7 | 8 | 7 | Rit | 18 | 6 | Rit | 13 | NE | NE |  | 21    | 9º   |

| Legenda | 1º posto        | 2º posto            | 3º posto            | A punti      | Senza punti        | Grassetto – Pole position Corsivo – Giro più veloce |
| Legenda | Gara non valida | Non qual./Non part. | Ritirato/Non class. | Squalificato | '-' Dato non disp. | Grassetto – Pole position Corsivo – Giro più veloce |